# Josie Loren
Josie Loren (nascida Josie Lopez, Miami, Flórida, 19 de março de 1987), é uma atriz norte-americana.
É mais conhecida pelo seu papel como Kaylie Cruz em Make It or Break It e Michelle Vega na série The Mentalist. Ela apareceu em Veronica Mars, Medium, Drake & Josh como Maria no episódio "Battle of Panthatar", Cory in the House como Jessica no episódio "Get Smarter" e Hannah Montana como Holly no episódio "People Who Use People". Ela estrelou o filme Christmas in Paradise, assim como em outros longas-metragens. Ela apareceu no filme 17 Again como uma líder de torcida e namorada Alex O'Donnell, Nicole. 

## Filmografia
| Ano       | Filme                      | Papel                     | Notas                              |
| --------- | -------------------------- | ------------------------- | ---------------------------------- |
| 2006      | Veronica Mars              | Chloe                     | Episódio: "President Evil"         |
| 2006      | Hannah Montana             | Holly                     | Episódio "People Who Use People"   |
| 2006      | Medium                     | Teen Girl/Amiga de Amanda | Episódio "Blood Relation"          |
| 2006-2007 | Drake and Josh             | Maria                     | Episódio "Battle of Panthatar"     |
| 2007      | Cory in the House          | Jessica                   | Episódio "Get Smarter"             |
| 2007      | The Bill Engvall Show      | Marissa                   | Episódio "Good People"             |
| 2007      | Hardly Married             | Leti                      |                                    |
| 2007      | Christmas in Paradise      | Blair                     |                                    |
| 2008      | This Is Not a Test         | Laline                    |                                    |
| 2009      | 17 Outra Vez               | Nicole                    |                                    |
| 2009      | Hatching Pete              | Angela                    |                                    |
| 2009      | Make It or Break It        | Kaylie Cruz               | Elenco Principal (2009-2012)       |
| 2010      | 10 Things I Hate About You | Kaylie Cruz               | Episódio "The Winner Takes It All" |
| 2011      | Castle (série de TV)       | Bridget McManus           | Episódio "The Dead Pool"           |
| 2011      | NCIS                       | Jane                      | Episódio "Tell-All"                |
| 2011      | Drop Dead Diva             | Julia Campbell            | Episódio "Prom"                    |
| 2013      | 21 & Over                  | Pledge Aguilar            |                                    |
| 2013      | Miles Across the Sea       | Jessie                    | Episódio "Bed-Headed Fred"         |
| 2013      | Annie Sunbeam and Friends  | Annie Sunbeam             | Episódio "Introduction"            |
| 2013      | The Glades                 | Hanna Koski               | Episódio "Gallerinas"              |
| 2014      | Hit The Floor              | Kendall                   | 3 Episódios                        |
| 2014      | Honor Student              | Teresa Smith              | Telefilme                          |
| 2014-2015 | The Mentalist              | Michelle Vega             | Elenco Principal                   |